# Barges, Haute-Loire

Barges este o comună în departamentul Haute-Loire, Franța. În 2009 avea o populație de 68 de locuitori.